# Praziomek
Praziomek (ang. Missing Link dosłownie: brakujące ogniwo) – amerykańsko-kanadyjski film animowany z 2019 roku.

## Treść
Akcja toczy się w II połowie XIX wieku. Główny bohater, brytyjski arystokrata sir Lionel Frost, jest podróżnikiem i poszukiwaczem mitycznych istot i potworów. Ponieważ dotąd niczego nie udało mu się odkryć, nie cieszy się poważaniem w środowisku innych podróżników. Frost marzy o tym, by udowodnić swoją wartość. Pewnego dnia otrzymuje list od nieznanego nadawcy z Ameryki, który informuje go o istnieniu istoty, będącej brakującym ogniwem, czyli najbliższego przodkiem człowieka. Frost bezzwłocznie wyrusza w dzikie ostępy Ameryki Północnej, by odkryć ową istotę. 

## Obsada (głosy)
- Hugh Jackman: sir Lionel Frost
- Zoe Saldaña: Adelina Fortnight
- Zach Galifianakis: Praziomek/Zuzia (w wersji oryginalnej: Mr. Link/Susan)
- Emma Thompson: Starsza
- Timothy Olyphant: Willard Stenk
- Stephen Fry: lord Piggot-Dunceby
- David Walliams: pan Lemuel Lint
- Matt Lucas: pan Collick
- Amrita Acharia: Ama Lhamu
- Ching Valdez-Aran: Gamu